# 野寺康幸
野寺 康幸（のでら やすゆき）は、日本の労働官僚、国際公務員。労働省労働基準局長や、国際労働機関事務局アジア・太平洋地域総局長を務めた。

## 人物・経歴
愛知県出身。東京大学法学部卒業。1969年労働省入省後、イリノイ大学に留学。茨城県商工労働部職業安定課長などを経て、1981年外務省経済協力開発機構日本政府代表部一等書記官。1983年労働大臣官房国際労働課長補佐。1985年労働大臣官房国際労働課海外労働情報官。
1987年労働省職業安定局特別雇用対策課長。1989年労働省職業安定局高齢・障害者対策部企画課長。1990年労働省職業安定局雇用政策課長。1993年労働大臣官房会計課長。1994年労働省職業安定局高齢・障害者対策部長。1995年労働大臣官房審議官（労働基準監督官）。1997年労働大臣官房総務審議官。
1998年労働大臣官房長。1999年厚生労働省労働基準局長。2001年国際労働機関事務局アジア・太平洋地域総局長。2003年厚生労働省大臣官房付、定年退官。のち、介護労働者センター理事長、全国中小企業勤労者福祉サービスセンター会長。2016年瑞宝中綬章受章。

## 著書
- 『中小企業労働力確保法の解説』労働法令協会 1992年
- 『危機にある介護労働 : これからの介護・雇用管理入門』労働新聞社 2008年

### 編著
- 『看護婦等人材確保法の解説』労働基準調査会 1993年

### 編集
- 『図で見る介護労働の実態 : 平成18年9月実施の介護労働実態調査結果から』介護労働安定センター 2007年